# Comuna Tâmboești, Vrancea
Tâmboești este o comună în județul Vrancea, Muntenia, România, formată din satele Pădureni, Pietroasa, Slimnic, Tâmboești (reședința) și Trestieni.

## Așezare
Comuna se află în sudul județului, aproape de limita cu județul Buzău, pe malurile râului Slimnic. Este traversat de șoseaua județeană DJ202E care îl leagă spre nord-vest de Bordești (unde se termină în DN2N) și spre sud-est de Obrejița (unde se intersectează cu DN2), Sihlea și mai departe spre sud în județul Buzău de Râmnicelu.

## Demografie
Componența etnică a comunei Tâmboești
     Romi (59%)
     Români (34,75%)
     Alte etnii (6,25%)
Componența confesională a comunei Tâmboești
     Ortodocși (77,47%)
     Penticostali (13,52%)
     Adventiști (1,84%)
     Alte religii (0,83%)
     Necunoscută (6,35%)
Conform recensământului efectuat în 2021, populația comunei Tâmboești se ridică la 3.151 de locuitori, în creștere față de recensământul anterior din 2011, când fuseseră înregistrați 2.887 de locuitori. Majoritatea locuitorilor sunt romi (59%), cu o minoritate de români (34,75%). Din punct de vedere confesional, majoritatea locuitorilor sunt ortodocși (77,47%), cu minorități de penticostali (13,52%) și adventiști (1,84%), iar pentru 6,35% nu se cunoaște apartenența confesională.

## Politică și administrație
Comuna Tâmboești este administrată de un primar și un consiliu local compus din 13 consilieri. Primarul, Mariean Pleșea[*], de la Partidul Național Liberal, este în funcție din 2016. Începând cu alegerile locale din 2024, consiliul local are următoarea componență pe partide politice:
|  | Partid                    | Consilieri | Componența Consiliului | Componența Consiliului | Componența Consiliului | Componența Consiliului | Componența Consiliului | Componența Consiliului | Componența Consiliului | Componența Consiliului | Componența Consiliului | Componența Consiliului | Componența Consiliului |
|  | ------------------------- | ---------- | ---------------------- | ---------------------- | ---------------------- | ---------------------- | ---------------------- | ---------------------- | ---------------------- | ---------------------- | ---------------------- | ---------------------- | ---------------------- |
|  | Partidul Național Liberal | 11         |                        |                        |                        |                        |                        |                        |                        |                        |                        |                        |                        |
|  | Partidul Social Democrat  | 2          |                        |                        |                        |                        |                        |                        |                        |                        |                        |                        |                        |

## Istorie
La sfârșitul secolului al XIX-lea, comuna făcea parte din plasa Marginea de Sus a județului Râmnicu Sărat și era formată din satele Tâmboești, Mărăcini, Slimnic, Gura Făgetului, Bordești și Trăisteni, cu o populație totală de 2709 locuitori. În comună funcționau două școli și trei biserici — una la Slimnic din lemn ridicată în 1717, una la Tâmboești zidită în 1720 și o alta tot la Tâmboești zidită în 1858. Anuarul Socec din 1925 consemnează comuna în plasa Plăginești a aceluiași județ, având în compunere satele Bordeștii de Jos, Mărăcini, Slimnic, Tâmboești și Trestieni.
În 1950, comuna a fost arondată raionului Râmnicu Sărat din regiunea Buzău și apoi (după 1952) din regiunea Ploiești. Satul Mărăcini a primit în 1964 denumirea de Pădurenii, iar în 1968 comuna a fost transferată la județul Vrancea, primind și satul Obrejița. Acesta din urmă s-a separat în 2004 și a format o comună de sine stătătoare.

## Personalități
- Iulian P. Gavăț (1900 - 1978), inginer, geolog, membru corespondent al Academiei Române.